# Спилит (БПЛА)
Спилит (SpyLite) — беспилотный летательный аппарат.
Портативная беспилотная система относится к категории мини-БПЛА. Дрон разработан израильской компанией BlueBird Aero Systems. Предназначен для ведения наблюдения, патрулирования, разведки и корректировки огневой поддержки. Запуск осуществляется с помощью пусковой катапульты.

## ЛТХ
- Радиус действия — до 35 км.
- максимальная взлетная масса равна 8 кг.
- полезная нагрузка — 1 кг.